# Лапино (Ступинский район)
Лапино — деревня в Ступинском районе Московской области в составе Семёновского сельского поселения (до 2006 года входила в Хатунский сельский округ). На 2016 год в Лапино 3 улицы. Впервые в исторических документах селение упоминается в 1709 году, в 1896 году в деревне был сооружён кирпичный часовенный столб, до наших дней не сохранившийся.

## Население
| 2002 | 2006 | 2010 |
| ---- | ---- | ---- |
| 60   | ↘44  | ↗64  |

Лапино расположено в юго-западной части района, на левом берегу реки Лопасни, высота центра деревни над уровнем моря — 151 м. Ближайшие населённые пункты: Починки на другом берегу реки, Антипино — примерно в 1 км на северо-восток и Толбино в 1,4 км восточнее.